# Vicious (Nasty Idols)
Vicious è il terzo album dei Nasty Idols, uscito nel 1993 per l'Etichetta discografica HSM Records.

## Tracce
1. Head's Down (In Tinseltown) (Pierce) 4:00
2. Dance of the Wicked (Espinoza, Pierce) 3:28
3. Ain't Got Nothin' (Espinoza, Pierce, Qwarfort, Stanley) 3:46
4. R.I.P. (Espinoza, Pierce, Qwarfort) 4:00
5. Do Ya' Want Another (Espinoza, Pierce) 3:17
6. No Time (Espinoza, Pierce) 5:19
7. Blackshot (Espinoza, Pierce, Qwarfort) 3:04
8. Killing Stuff (Espinoza, Pierce, White) 3:11
9. Hellhouse (Espinoza, Pierce) 3:13
10. Pretty Cut Wild (Espinoza, Pierce) 4:21
11. Hellout Shakeout (Espinoza, Pierce, Qwarfort) 3:30
12. Electric Wonderland (Espinoza, Pierce, Qwarfort) 4:48
13. Over N' Gone (Pierce) 4:01

### Tracce aggiunte nel Remaster (2002)
- 14. Hurt Me [*] 	Espinoza, Pierce 	3:14
- 15. Forrest of Cries [*] 	Espinoza, Pierce 	4:16

## Formazione
- Andy Pierce - voce
- Peter Espinoza - chitarra
- Dick Qwarfort - basso
- Stanley - batteria